# Vladimir Alexandrovič Rusanov
Vladimir Alexandrovič Rusanov (rusky Влади́мир Алекса́ндрович Руса́нов; 15. listopadu 1875 – 1913?) byl ruský geolog a polární badatel.

## Mládí
Vladimir Rusanov se narodil do kupecké rodiny v Orlu. Jeho dětství bylo poznamenáno strádáním a hladem, když jeho otec zbankrotoval a krátce poté zemřel. Rusanovova ovdovělá matka se snažila rodinu zabezpečit a vychovat, podařilo se jí tak poslat syna na městské gymnázium. Na jeho studia i maturitu přispěly i jeho příbuzní. K nemilému překvapení všech přátel i rodiny byl z gymnázia záhy vyloučen, oficiálně pro akademický neúspěch. Za jeho vyloučením však nebyl špatný prospěch, ale jeho angažování se v marxistické organizaci. Byl zatčen carskou policií, která mu ale žádné provinění nedokázala, přesto informovala ředitele gymnázia a ten ho pro jistotu nechal vyloučit. Následně se začal věnovat studiím teologického semináře, který ho ale nebavil a teologické vědy nenáviděl. Jeho nevlastní otec, ale na semináři vyučoval latinu a mohl mu tam zařídit protekci, navíc se na semináři neplatilo žádné školné.
V roce 1894 vstoupil do ilegální organizace, která se později stala součástí sociálně demokratického dělnického svazu. I přes své mládí byl jedním z nejaktivnějších členů svazu. V ruských policejních archivech za zachovalo udání, z něhož vyplývá, že Rusanov přijel ilegálně do Moskvy na schůzku s revolucionářem Vladimirem Iljičem Leninem.
Po absolvování semináře na jaře 1897 začal studovat přírodovědnou fakultu Kyjevské univerzity. V Kyjevě se ale podílel na marxistických aktivitách za něž byl z univerzity vyloučen a krátce uvězněn. Ve vězení se dostal ke knihám o arktických plavbách Fridtjofa Nansena, které ho okouzlily. Od té doby se zabýval myšlenkou na cestování arktickými oblastmi. V roce 1899 byl z vězení propuštěn, ale zůstal pod veřejným dohledem carské policie. Přesto své levicové aktivity neomezil a byl tak znovu vystaven novým represím. Nakonec byl v květnu 1901 opravdu potrestán a na dva roky poslán do vyhnanství, do Usť-Sysolsku. Nedlouho předtím se stačil oženit s Marií Bulatovovou, která ho i přes odpor své rodiny následovala do vyhnanství.
V Usť-Sysolsku začal pracovat jako statistik Zemské rady. Tato práce mu kromě obživy přinesla příležitost prozkoumat rozsáhlou a téměř neprozkoumanou oblast řeky Pečory. Přišel s nápadem na vybudování průplavu mezi Pečorou a Volhou.
V roce 1903 odjel s manželkou do Paříže, kde začal studovat přírodní vědy na Sorbonně. Tentokrát se studiím věnoval naplno, jiné aktivity jako na předchozích školách neměl. Se specializací na geologii se výborně osvědčil při studiu vyhaslých sopek ve Francii a také při erupci Vesuvu v roce 1906. Během studií mu zemřela po porodu na následky otravy krve jeho žena Marie. Rusanov zůstal sám s těžce nemocným synem a jen díky příjezdu své matky do Francie, dokázal překonat toto těžké období. V roce 1907 se rozhodl obhájit svou disertační práci věnovanou geologii Nové země.
V Paříži došlo k Rusanovově proměně. Z neúspěšného pětkaře, který stěží zvládl seminář, je jeden z nejlepších studentů geologické fakulty na Sorbonně. Když soptí Vesuv, vystupuje na něj spolu s profesorem Alfredem Lacroixem. Je zapsán v seznamu členů francouzské polární expedice, která se s lodí Jacques Cartier vydává do Severního ledového oceánu prozkoumat Novou zemi.

## Arktické expedice
Na jaře 1907 se Vladimir Rusanov vrátil do Ruska. Po příjezdu do Archangelsku dostal ke svému překvapení veškerou možnou pomoc od místních úřadů při přípravě expedice k Nové zemi. Bylo mu to vysvětleno skutečností, že na souostroví jsou aktivnější Norové než Rusové a archangelský guvernér se obával, že by Nová země mohla připadnout Norsku. Při své cestě na Novou zemi důkladně zmapoval a popsal západní pobřeží i část vnitrozemí souostroví. Objevil i větší množství dříve neznámých fosilních organismů.
Rusanov na menší motorové jachtě Dmitrij Solunskij obeplul celý severní ostrov s jeho početnými ledovci a členitými zátokami. Jako první přešel pozemní cestou napříč Novou zemí. Konečnou cestu zvládl pouze sám, protože jak jeho ruští společníci tak něnečtí průvodci byli příliš vyčerpaní, přechod nezvládli a vrátili se do výchozího tábora. Na jaře 1908 pokračoval ve výzkumech u jižního ostrova na člunu Poljarnaja.
Zimu 1908–1909 strávil Rusanov v Paříži, kde sepisoval své zápisky a studie z Nové země a úspěšně obhájil svou disertační práci. Za tuto práci obdržel od francouzské akademie věd Řád akademických palem.

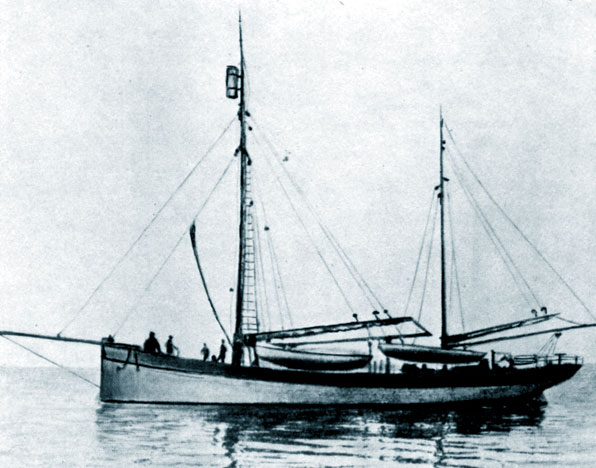
Rusanovův keč Herkules (začátek roku 1912)

V následujících letech podnikl ještě další expedice k Nové zemi a byl považován za největšího odborníka té doby na toto arktické souostroví. Objevil ložiska uhlí i jiných nerostů, navrhl rozšíření Severní mořské cesty a větší komerční využití Nové země. Ve Francii i v Rusku pořádal přednášky o Nové zemi. V roce 1910 obdržel za průzkum Nové země Řád svatého Vladimíra čtvrtého stupně. V dopise rodičům z Francie psal, že miluje Rusko, chce pro Rusko pracovat, Rusku sloužit, ale nemůže a nechce žít v tak nesvobodné zemi.
V roce 1912 byl vyslán s lodí Herkules (Геркулес) na Špicberky, aby zjistil výskyt nových ložisek uhlí. Na cestu se s ním vydala i jeho francouzská snoubenka Juliett Jeanová a dalších 13 lidí. Na palubě lodi byly zásoby jídla na více než rok a půl, což svědčilo o tom, že po splnění své mise na Špicberkách chtěl Rusanov dále pokračovat v plavbě Arktidou. Sám Rusanov před vyplutím prohlásil, že s Herkulesem se dá bez problémů proplout celou Severní mořskou cestu. Za kapitána lodi si Rusanov zvolil teprve čtyřiadvacetiletého Alexandra Kučina, který se v letech 1910–1912 jako kormidelník a oceánograf zúčastnil Amundsenovy expedice na lodi Fram k jižnímu pólu.
16. července 1912 Herkules bezpečně dorazil na Špicberky a zakotvil v Bellsundu. Odtud Rusanov šel společně se dvěma námořníky pěšky přes celý ostrov a pak zpět. Tento přechod, který se uskutečnil v horské oblasti pokryté ledovcem, téměř skončil Rusanovovou smrtí, protože na zpáteční cestě spadl do ledovcové trhliny a jen zázrakem se udržel na ledové římse na okraji hluboké propasti, než ho jeho společníci vytáhli. Z Bellsundu se s lodí Herkules přesunul do Isfjordu a pak do Adventby. Při průzkumu západního pobřeží objevil bohatá ložiska černého uhlí. Na začátku srpna expedice dokončila oficiální program: vytyčila dvacet osm těžebních polí, která zaregistrovala, aby zajistila Rusku práva na těžbu uhlí na Špicberkách. Kromě toho byly shromážděny paleontologické, zoologické a botanické sbírky, kromě toho během plavby provedl v pobřežních vodách Špicberků oceánografický výzkum.
Po splnění úkolu plul k Matočkin Šaru, odkud poslal zprávu, že hodlá plout Severní mořskou cestou až do Tichého oceánu. Zdůraznil, že všichni jsou v pořádku a zásoby jídla mají na rok. Telegram odhalující Rusanovův plán byl poslední zprávou o osudu lodi Herkules i jeho posádky.

## Pátrání po Rusanově expedici
V roce 1914 byly tři ruské arktické expedice prohlášeny za nezvěstné (Rusanov, Brusilov a Sedov), proto 18. ledna 1914 Rada ministrů ruské říše nařídila ministerstvu námořnictví, aby tyto tři expedice hledalo.

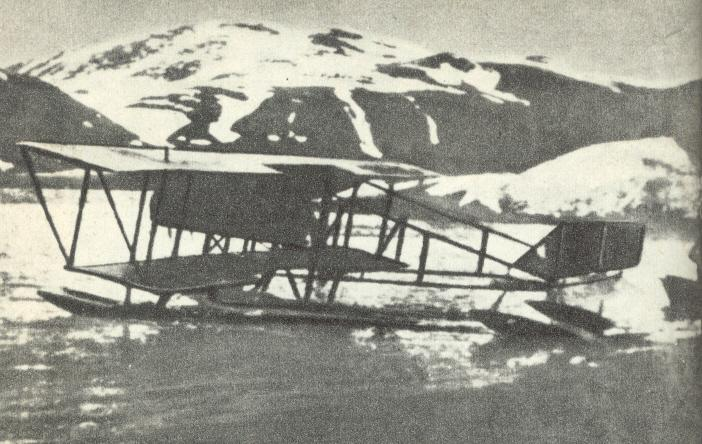
Hydroplán Farman MF.11, který pátral po Rusanově expedici (začátek roku 1914)

Na západní části Severní mořské cesty byly vyslány čtyři pátrací expedice, které prozkoumaly oblast Nové země a Země Františka Josefa.
Vůbec poprvé v historii bylo využito polárního letectví. Pilot Jan Josifovič Nagurskij se svým hydroplánem Farman MF.11 byl pověřen pátráním po ztracených expedicích. Nagurskij nikdy předtím neletěl v polárních oblastech, před svým prvním letem proto zkontaktoval norského polárníka Roalda Amundsena a nechal si od něho poradit, jak létat v polárních mrazech Arktidy, jak pátrat po trosečnících a jak v případě nouze přežít. První arktický let byl Nagurským proveden 21. srpna 1914 a trval 20 minut. V následujících měsících prozkoumal zaledněné moře až do vzdálenosti 1 060 km od Nové země.
Hledání pokračovalo i v roce 1915, ale nepřineslo žádné výsledky. Nepodařilo se zjistit kde a za jakých okolností Rusanovova výprava skončila.

## Stopy po Rusanově expedici
V roce 1934 byl na nepojmenovaném ostrově (nyní Ostrov Herkules), který se nachází u Pobřeží Charitona Laptěva v západní části Tajmyrského poloostrova, objeven zakopaný dřevěný sloup s nápisem Геркулес 1913. Ve stejném roce na nedalekém ostrově Popova-Čuchčina byly nalezeny zbytky oblečení, kompas, fotoaparát Kodak, lovecký nůž a další drobné věci, které patřily lidem na lodi Herkules. Nedaleko od těchto věcí byla v roce 1936 nalezena sovětskými hydrografy kniha námořníka z Herkula A. S. Čuchčina a hodinky s iniciály V. G. Popova, který byl také na palubě ztracené lodě.
Soudě podle těchto zjištění lze předpokládat, že extrémně nepříznivé podmínky v roce 1912 přinutily Herkula zimovat někde v severní části Nové země a příští rok Rusanov podle všeho dosáhl Severní země. Tento předpoklad podporují i stopy nějakého tábora objeveného v roce 1947 v Achmatovské zátoce na severovýchodním pobřeží ostrova Bolševik - pozůstatky ohniště, rezavé plechovky od konzerv, prkna z lodi a lidské kosti. Možná jsou to stopy Rusanovovy expedice. V roce 1971 ruský hydrograf Vladilen Alexandrovič Trojickij pátral po kostech nalezených na Bolševiku, když je sesbíral a předal odborníkům, shodli se, že jsou to kosti medvědí a sobí - žádné lidské.
V roce 2000 objevila Orjolská státní televize v oblasti hory Minin na poloostrově Tajmyr stopy po tábořišti a lidských ostatcích. Předpokládá se, že také mohou patřit členům rusanovské expedice.

## Památky
- Rusanovův památník v Pečoře (2007)
- Mount Rusanov je pojmenována na Rusanovu počest v Ruských horách v Antarktidě[18].
- Rusanovská ulice v Severodvinsku, Archangelsku, Orlu, Murmansku a Pečoře.
- Od roku 1964 je v Moskvě Rusanovova pasáž.
- Ledoborec Vladimir Rusanov a ledoborec Rusanov.
- První ledoborec na přepravu LNG Vladimir Rusanov dopravující LNG z Ruska do Číny a Japonska.[24][25]
- Pomník ve městě Pečora.
- Busta a muzeum v Pečoře.
- V republice Komi od roku 1976 existuje osada Rusanovo.
- Při příležitosti 145. výročí narození Vladimira Rusanova byla v Matočkin Šaru umístěna pamětní deska.[26]